# 키타무라 타쿠미
키타무라 타쿠미(北村 匠海, 1997년 11월 3일 ~ )는 일본의 배우, 가수, 패션 모델이다. 도쿄도 출신. 스타더스트 프로모션 제작 3부 소속. 스타더스트 프로모션의 젊은 남성 아티스트 집단 EBiDAN의 멤버이며, 댄스 록 밴드 DISH//의 리더이다. DISH//에서는 2016년 TAKUMI 명의로 활동했다. 신장은 177cm, 혈액형은 B형이다.

## 약력
2006년 (초등학교 3학년 때)에 스카우트되어 스타더스트 프로모션에 소속하게 되었다. 100회 이상 오디션을 계속해 9세 때 CM 데뷔. 2007년 HONDA의 〈저상·저중심 미니밴 -저상 세계-〉편으로, CM 첫 출연.
2008년 2·3월 NHK 《모두의 노래》에서 방송된 〈리스에 사랑에 빠진 소년 (リスに恋した少年)〉으로 가수 데뷔했다. 그리고 같은 해 6월 공개된 《DIVE!!》로 영화 첫 출연.
2009년 학습 잡지 〈초등학교 6학년〉에서 동년 독자 모델 특별상을 수상했다. 같은 해 8월 텔레비전 드라마 《태양과 바다의 교실》에서 드라마 첫 출연한다.
2010년 여름에는 배우 위주로 시작된 EBiDAN에 소속. 2011년 12월 EBiDAN 내에서 탄생된 댄스 록 밴드 DISH//의 멤버가 되었다. 밴드 내에서 리더와 메인 보컬과 기타를 담당하고 있다.
2017년 영화 《너의 췌장을 먹고 싶어》에서 하마베 미나미]와 함께 주인공으로 발탁되어, 제41회 일본 아카데미상 신인 배우상을 비롯해 수많은 신인상을 수상했다. 영화도 흥행 수입 35억엔을 넘는 대히트작이 되었다.
2018년에는 TV 도쿄 계열 드라마 《스즈키 선생님》(2011년)에 출연한 이후 친분이 있는 츠치야 타오와 보컬 유닛 ‘TAOTAK’를 결성. 우카스카지의 노래 〈Anniversary〉〉를 커버하고, 11월 16일에 전달 한정으로 출시했다.
2020년에는 영화 《돈카츠 DJ 아게타로》에서, 카츠마타 요타로 역으로 영화 첫 단독 주연을 맡았다.
2021년 8월 16일, 신종 코로나 바이러스에 감염된 것을 공표하였다.

## 인물
- 취미는 카메라로,  17세 때 아버지로부터 선물받은 라이카의 컴팩트 필름과 펜탁스의 SP 등을 애용하고 있다.[14]

- 미니어처 슈나우저의 ‘하쿠’라는 이름의 반려견을 기르고 있다.[15]

- 영화 《DIVE!!》에서 이케마츠 소스케의 어린 시절을 연기하여, 배우 데뷔한 후에 아역 시절 때에는 유명 배우가 연기하는 주인공의 어린 시절을 연기하는 경우가 많았다.[6] 오카다 마사키의 어린 시절은 드라마 데뷔작인 《태양과 바다의 교실》과 《중력 피에로 》에서 두 차례 연기하고 있다.[16] 그 밖에도 《외사경찰》에서 와타베 아츠로와 《슈얼리 섬데이》에서 코이데 케이스케, 《양지의 그녀》에서 마츠모토 준의 각각 어린 시절을 연기하고 있다.[16] 또한 동경의 배우로 꼽는 오구리 슌은 영화 《TAJOMARU》에서 오구리의 어린 시절을 연기해, 오구리 감독 작품 》슈얼리 섬데이》에도 출연하게 되었다. 《노부나가 콘체르토》에서 공연할 기회도 있었다는 것으로부터 인연이 되어 목표가 되는 배우 되었다.[17] 20세의 생일 때에 오구리에 코나미 지로의 사진을 선물 받아, 집의 벽을 장식하고 있다. 오구리에 “무엇을 원하니?”라는 질문을 스스로 요청한 것이라고 한다.[주 3] 2017년에 공개된 영화 《너의 췌장을 먹고 싶어》는 오구리가 주인공을 맡은 키타무라 역의 성인을 연기했다.

## 음악 작품

### 싱글
- 키타무라 타쿠미 & 마츠모토 토시아키 〈리스에 사랑에 빠진 소년 (リスに恋した少年)〉 (2008년 3월 5일, 소니 뮤직 재팬 인터내셔널)

### 앨범
- 츠츠미 쿄헤이 SONG BOOK 〈다시 만날 날까지 (また逢う日まで)〉 (2021년 3월 24일, 소니 뮤직 재팬 인터내셔널)[18]

### 전달 싱글
- TAOTAK 〈Anniversary〉 (2018년 11월 16일)[11]
- 〈두 번 다시 (もう二度と)〉 (2019년 12월 2일)[19]
- 〈봄은 녹는다 (春は溶けて)〉 (2021년 4월 23일 ~ 9월 30일)[20]

## 출연 작품
역할의 굵은 표시는 주연 작품

### 영화
| 개봉일자         | 제목                                      | 역할                           | 배급사                  | 비고                                     |
| ---------------- | ----------------------------------------- | ------------------------------ | ----------------------- | ---------------------------------------- |
| 2008년 6월 14일  | DIVE!!                                    | 후지타니 요이치 (어린 시절)    | 카도카와 영화           | 데뷔작                                   |
| 2008년 11월 1일  | 돼지가 있던 교실                          | 키시모토 타쿠미                | 닛카쓰                  |                                          |
| 2009년 5월 23일  | 중력 피에로                               | 오쿠노 하루 (어린 시절)        | 아스믹 에이스           |                                          |
| 2009년 9월 12일  | TAJOMARU                                  | 하타케야마 나오미츠(어린 시절) | 워너 브라더스 영화      |                                          |
| 2009년 10월 24일 | 지지 않는 태양                            | 온치 카츠키 (어린 시절)        | 도호                    |                                          |
| 2010년 7월 17일  | 슈얼리 섬데이                             | 메틸 타쿠미 (어린 시절)        | 쇼치쿠                  |                                          |
| 2011년 7월 23일  | 닌타마 란타로                             | 타무라 미키에몬                | 워너 브라더스 영화      |                                          |
| 2012년           | 하늘색 이야기 〈니케와 달팽이〉           |                                | 도호                    | 제7회 도호 신데렐라 주연작 옴니버스 영화 |
| 2013년 1월 12일  | 스즈키 선생님                             | 이즈미 타다시                  | 가도카와 쇼텐 / TV 도쿄 |                                          |
| 2013년 10월 12일 | 양지의 그녀                               | 오쿠다 코스케 (중학생 시절)    | 도호 / 아스믹 에이스    |                                          |
| 2016년 1월 23일  | 노부나가 콘체르토                         | 모리 나가요시                  | 도호                    |                                          |
| 2016년 3월 5일   | 세일러복과 기관총 -졸업-                  | 슈헤이                         | KADOKAWA                |                                          |
| 2016년 4월 1일   | 수상한 그녀                               | 세야마 츠바사                  | 쇼치쿠                  |                                          |
| 2016년 5월 21일  | 디스트럭션 베이비즈                       | 켄지                           | 도쿄 테아토르           | [ 21 ]                                   |
| 2017년 7월 28일  | 너의 췌장을 먹고 싶어                     | 〈나〉 / 시가 하루키           | 도호                    |                                          |
| 2017년 10월 14일 | 사랑과 거짓말                             | 시바 유토                      | 쇼게이트                |                                          |
| 2017년 12월 23일 | 제멋대로 떨고 있어                        | 이치                           | 팬텀 필름               |                                          |
| 2018년 6월 1일   | OVER DRIVE                                | 신카이 아키라                  | 도호                    |                                          |
| 2018년 11월 2일  | 스마트폰을 떨어뜨렸을 뿐인데              |                                | 도호                    |                                          |
| 2018년 12월 14일 | 봄을 기다리는 우리                        | 아사쿠라 토와                  | 워너 브라더스 영화      |                                          |
| 2019년 1월 25일  | 12명의 죽고 싶은 아이들                   | 노부오                         | 워너 브라더스 영화      |                                          |
| 2019년 3월 15일  | 너는 달밤에 빛나고                        | 오카다 타쿠야                  | 도호                    |                                          |
| 2019년 11월 15일 | 그림자 밟기                               | 케이지                         | 도쿄 테아토르           |                                          |
| 2020년 1월 24일  | 안녕까지 30분                             | 쿠보타 소타                    | 아스믹 에이스           |                                          |
| 2020년 8월 14일  | 사랑하고 사랑받고, 차고 치이고            | 야마모토 리오                  | 도호                    | [ 22 ] [ 23 ]                            |
| 2020년 10월 30일 | 돈카츠 DJ 아게타로                        | 카츠마타 요타로                | 워너 브라더스 영화      |                                          |
| 2020년 11월 13일 | 사쿠라                                    | 하세가와 하지메                | 쇼치쿠                  | [ 24 ]                                   |
| 2020년 11월 27일 | 언더 독                                   | 오무라 류타                    | 도에이 비디오           | AbemaTV 프리미엄 회원용의 전달도 예정    |
| 2021년 4월 9일   | 마이 블러드 엔드 본즈 인 어 플로잉 갤럭시 | 마카나 아라시                  | 이온 엔터테인먼트       |                                          |
| 2021년 7월 9일   | 도쿄 리벤저스                             | 하나가키 타케미치              | 워너 브라더스 영화      | [ 25 ] [ 26 ]                            |
| 2021년 12월 31일 | 새벽 무렵의 젊은이들                      | 나                             | 파르코                  | [ 27 ]                                   |
| 2022년 4월 8일   | 톤비                                      | 이치카와 아사히                | KADOKAWA                | [ 28 ]                                   |
| 2023년 4월 21일  | 도쿄 리벤저스2 전편 '운명'                | 하나가키 타케미치              | 워너 브라더스 영화      |                                          |
| 2023년 6월 30일  | 도쿄 리벤저스2 전편 '결전'                | 하나가키 타케미치              | 워너 브라더스 영화      |                                          |
| 2022년 12월 16일 | 주근깨                                    | 텐도 히카루                    | 래빗 하우스             |                                          |
| 2023년 2월 3일   | 스크롤                                    | 나                             | 쇼게이트                |                                          |
| 2023년 11월 10일 | 법정 유희                                 | 유키 카오루                    | 도에이                  |                                          |
| 2025년 공개 예정 | 가네코의 영치품 매점                      | 코지마 타카시                  | 쇼게이트                |                                          |

### 텔레비전 드라마
| 방송일자                       | 제목                                                                        | 역할                                             | 방송사            | 비고               |
| ------------------------------ | --------------------------------------------------------------------------- | ------------------------------------------------ | ----------------- | ------------------ |
| 2008년 8월 11일                | 태양과 바다의 교실 제4화                                                    | 네기시 히로키 (어린 시절)                        | 후지 TV           |                    |
| 2008년 12월 3일                | 여대생 회계사의 사건부 제9화                                                | 카키모토 카즈마 (어린 시절)                      | BS-i              |                    |
| 2009년 10월 17일               | 토미카 히어로 레스큐 파이어 제29화                                          | 코타                                             | TV 도쿄           |                    |
| 2009년 11월                    | 외사경찰                                                                    | 스미모토 켄지 (어린 시절)                        | NHK 종합          |                    |
| 2011년 4월 25일 ~ 6월 27일     | 스즈키 선생님                                                               | 이즈미 타다시                                    | TV 도쿄           |                    |
| 2012년 1월 21일 ~ 3월 24일     | Fallen Angel                                                                | 아이바 우미                                      | BS아사히          |                    |
| 2012년 1월 8일 ~ 12월 23일     | 대하드라마 〈타이라노 키요모리〉                                            | 코노에 천황                                      | NHK 종합          |                    |
| 2012년 12월 13일               | 필로 토크 ~침대의 목적~ 제11화                                              | MOTOKI                                           | 칸사이 TV         |                    |
| 2013년 2월 6일                 | 파트너 season11 제14화                                                      | 아이자와 유스케                                  | TV 아사히         |                    |
| 2014년 12월 1일 ~ 22일         | 노부나가 콘체르토 제8화 ~ 최종화                                            | 모리 나가요시                                    | 후지 TV           |                    |
| 2015년 2월 22일 ~ 3월 12일     | 천사의 나이프                                                               | 사와무라 카즈야                                  | WOWOW             |                    |
| 2016년 4월 17일 ~ 6월 19일     | 유토리입니다만 무슨 문제 있습니까 제3화 ~ 제6화·제8화·최종화                | 코구레 시즈마                                    | NTV               |                    |
| 2016년 7월 17일 ~ 9월 11일     | 우러러보니 존귀한                                                           | 안보 케이타                                      | TBS               |                    |
| 2018년 1월 18일 ~ 3월 22일     | 이웃집 가족은 푸르게 보인다                                                 | 아오키 사쿠                                      | 후지 TV           |                    |
| 2019년 1월 13일 ~ 3월 17일     | THE GOOD WIFE / 굿 와이프                                                   | 아사히 코타로                                    | TBS               |                    |
| 2019년 9월 24일                | FLY! BOYS, FLY! 우리들, CA 시작했습니다 (FLY! BOYS, FLY!                    | 사오토메 카오루                                  | 칸사이 TV·후지 TV |                    |
| 2020년 1월 3일                 | 신춘 스핀오프 한자와 나오키 II 에피소드 제로 ~표적이 된 한자와 나오키 암호~ | 쿠로키 료스케                                    | TBS               | [ 29 ]             |
| 2020년 4월 9일 ~ 5월 28일      | FAKE MOTION -탁구의 왕장-                                                   | 쇼인 히사시                                      | NTV               |                    |
| 2020년 6월 13일                | 버려요, 아다치 씨 제9화                                                     | 키타무라 타쿠미 (본인) / 10년 전 니시무라 매니저 | TV 도쿄           |                    |
| 2020년 9월 15일 ~ 10월 6일     | 돈 떨어지면 사랑의 시작                                                     | 이타가키 슌                                      | TBS               |                    |
| 2021년 1월 3일·4일             | 교장 II 후편                                                                | 토노 아키히로                                    | 후지 TV           |                    |
| 2021년 1월 21일 ~ 3월 18일     | 무지개색 카르테                                                             | 아오야마 타이요                                  | TV 아사히         |                    |
| 2021년 6월 21일 ~ 9월 13일     | 나이트 닥터                                                                 | 사쿠라바 슌                                      | 후지 TV           |                    |
| 2023년 5월 1일 ~ 6월 12일·26일 | 카자마 키미치카 ~교장0~                                                     | 토노 아키히로                                    | 후지 TV           |                    |
| 2022년 3월 21일·28일           | 미스터리라 하지 말지어다                                                    | 츠지 히로마사                                    | 후지 TV           | 제11화·최종화      |
| 2022년 4월 3일·10일            | 명탐정 스테이 홈즈                                                          | 아이다 아타루                                    | NTV               |                    |
| 2023년 1월 17일 ~ 3월 14일     | 별이 내리는 밤에                                                            | 히이라기 잇세이                                  | TV 아사히         |                    |
| 2023년 5월 2일·6월 5일·20일    | 왕에게 바치는 약지                                                          | 사쿠라바 아라타                                  | TBS               | 제3화·제8화·최종화 |
| 2024년 4월 14일 ~ 6월 16일     | 안티 히어로                                                                 | 아카미네 슈토                                    | TBS               |                    |
| 2025년 4월 ~ <예정>            | 연속 TV 소설 〈앙팡〉                                                       | 야나이 타카시                                    | NHK 종합          |                    |

### WEB·전달 드라마·영화
- 학원 잠입형 연애 드라마 고등학교 드라이브 ~눈뜨면 고교생이었던~ (2012년, BeeTV) - 료스케 역
- DISH//가 사랑하는 드라마 디시 (2018년, AmebaTV) - 카카오 페티쉬 백만장자 역
- 돈 떨어지면 사랑의 시작 스핀오프 드라마 〈사랑의 사이가 멀어지면 돈의 시작?〉 (2020년 9월 15일 ~ 10월 6일, Paravi) - 이타가키 슌 역[30]
- 무지개색 카르테~대난투 발렌타인편 (2021년 2월 11일 ~ 2월 18일, TELASA) - 아오야마 타이요 역[주 10][31]
- 릴레이 공상 영화 〈거짓말과 마가렛〉 (2020년 6월 18일) - 리쿠 역[32]
- 어느 밤, 그녀는 새벽을 생각한다 (2022년 1월 8일, 아마존 프라임 비디오)- 나 역
- 유☆유☆백서 (2023년 12월 14일, 넷플릭스) - 우라메시 유스케 역

### WEB·전달 애니메이션
- 스핀오프 애니메이션 〈ANOTHER WORLD〉 (2019년 9월 13일 ~ 10월 4일, dTV·히카리 TV) - 켄쇼 나오미 역[33]

### DVD 드라마
- 사실은 무서운 동요 VOL.1 〈비오는 날〉 (2008년) - 코우타 역

### 무대
| 공연일자                               | 제목                         | 역할 | 공연장소              | 비고                |
| -------------------------------------- | ---------------------------- | ---- | --------------------- | ------------------- |
| 2022년 1월 28일 ~ 3월 11일 <공연 예정> | 머큐리 퍼 Mercury Fur (재연) | 대런 | 세타가야 공공 극장 外 | 연출: 시라이 아키라 |

### 애니메이션
| 개봉/방송일자    | 제목                                    | 역할            | 배급사/방송사   | 비고              |
| ---------------- | --------------------------------------- | --------------- | --------------- | ----------------- |
| 2019년 9월 20일  | HELLO WORLD                             | 켄쇼 나오미     | 도호            | 극장판 애니메이션 |
| 2019년 12월 13일 | 세븐 데이즈 워                          | 스즈하라 마모루 | 가가 / KADOKAWA | 극장판 애니메이션 |
| 2020년 9월 18일  | 사랑하고 사랑받고, 차고 치이고          | 남학생          | 도호            | 극장판 애니메이션 |
| 2022년 12월 23일 | 거울 속 외딴 성                         | 리온            | 쇼치쿠          | 극장판 애니메이션 |
| 2024년 8월 19일  | 극장판 짱구는 못말려: 우리들의 공룡일기 | 빌리            | 도호            | 극장판 애니메이션 |

## 그 외 출연

### 버라이어티
- 아무도 모르는 아카시야 산마 롱 인터뷰에서 해금! (2017년 11월 26일, NTV) - 고등학생 아카시야 산마 역[38]
- 사우나 루즈 이소무라 하야토와 사우나를 사랑하는 남자들 (2020년 3월, WOWOW) - 내레이션[39]
  - 사우나 루즈 2 이소무라 하야토×기타무라 장해(2021년 3월, WOWOW)
  - 사우나 루즈 4 이소무라 하야토와 사우나를 사랑하는 남자들 (2023년 3월, WOWOW)

### 기타·정보 프로그램
- ROCK AX Vol.4 (2020년 3월 21일, NTV) - 내레이션[40]
- 메쟈마시 TV (2020년 10월 6일 ~ 21일, 후지 TV) - 월간 엔터테인먼트 발표자[41]

### 라디오
- Saturday Amusic Islands -Morning Edition- (2017년 12월 ~ , FM802) - 토요일에 월 1 코너 〈일어나면 타쿠미〉[42]

### PV
- 100s 〈세계의 플라워 로드 (世界のフラワーロード)〉 (2009년)
- RADWIMPS 〈휴대전화 (携帯電話)〉 (2010년)
- 키마구렌 〈IT'S MY 용기 (勇気)〉 (2011년)
- 야마시타 타츠로 〈빛과 그대에게로의 레퀴엠 (光と君へのレクイエム)〉 (2013년)
- OKAMOTO'S 〈Dancing Boy〉 (2019년)[43]

### 광고(CM)
- HONDA 저상·저중심 미니밴 -저상의 세계 편- (2007년)
- 진연 세미나 중학 강좌 (2011년)
- 동일본여객철도 (JR 동일본) 〈JR SKISKI〉 (2015년 ~ 2016년) - 야마모토 마이카, 타이라 유우나와 공동 출연
- Radiko.jp (2016년)
- 시세이도 시 브리즈 〈댄스부 선배〉편 (2017년) - 타쿠미 역
- 오츠카 제약 칼로리 메이트 〈한 걸음을 믿는다〉편 (2017년)
- JT 기업 광고 〈생각하다〉편 (2018년)
- 미니스톱 〈하로하로〉 (2018년 7월 ~ )
- 소프트뱅크 〈기가 나라 이야기〉 (2019년)
- 칸로 〈푸레구미〉 (2019년 2월 ~ )  - 영화 《너는 달밤에 빛나고》 콜라보 CM
- ABC 마트 〈READY ALREADY? new balance703〉 (2020년 6월 ~ )
- 다케다 컨슈머 헬스케어 〈벤자부롯쿠® 프리미엄〉 (2020년 9월 ~ )
- JINS 〈JINS 1DAY〉 (2020년 11월 ~ )
- 부르봉 〈페투치네 구미〉 (2021년 3월 ~ )
- 메이지 유업 VAAM (2021년 6월 ~ )
- SUNSTAR 〈Ora2 me〉 (2021년 9월 ~ ) - 나가노 메이와 공동 출연
- 니베아 카오 〈니베아 맨 모닝 10〉 (2021년 10월 ~ )
- Eleven 〈사스만계 WiFi〉 (2021년 11월 ~ )
- 에스모드 인터내셔널 〈젠더리스 향수 THE KIRAKU〉 (2022년 6월 10일)
- 미쓰이 스미토모 은행 〈Olive〉 (2023년 2월 10일 ~ )
- VT 코스메틱스 JAPAN (2023년 2월 21일 ~ )
- 니콘 (2023년 7월 13일 ~ )
- 일본 맥도날드 〈하와이얀 버거〉 (2023년 7월 25일 ~ )
- PERSOL 〈doda〉 (2023년 9월 28일 ~ )
- 네슬레 일본
  - 네스카페 Make your world (2023년 10월 2일 ~ )
  - 네스카페 골드 블렌드 에코&시스템 팩 (2024년 3월 28일 ~ )
  - 네스카페 엑셀라 병 커피 (2024년 5월 24일 ~ )
- Cygames 〈GRANBLUE FANTASY Relink〉 (2024년 1월 26일 ~ )
- 아사히 맥주〈클리어 아사히〉 (2024년 3월 19일 ~ )
- 맨담 〈개츠비〉 (2024년 4월 3일 ~ )

### 모델·이미지 캐릭터
- GUERLAIN 〈GUERLAIN MAKE THE DRAMA〉 (2018년 8월 10일)[44]
- 겐토샤 분코 〈오늘 외출 그만하지?〉이미지 캐릭터 (2018년)[45]
- 슈에이샤 분코 여름 페어 〈나츠이치〉 캠페인 캐릭터 (2019년)[46]
- LANVIN en Bleu 브랜드 앰버서더 (2020년 ~ )[47][48]
- TikTok TOHO Film Festival 2021 공식 앰버서더 (2021년)[49]
- Tommy Hilfiger 남성복 컬렉션 브랜드 앰버서더 (2021년 ~ )[50]
- 카도카와 문고 〈카드페스 더 베스트 2021〉 이미지 캐릭터(2021년)
- VT COSMETICS JAPAN 브랜드 앰배서더 (2023년)
- 아다스트리아 〈niko and...〉 브랜드 앰배서더 (2023년)
- 코치 플레이 @하라주쿠 팝업 스페셜 파트너 (2023년)
- 디올 재팬 브랜드 앰배서더 (2024년 ~ )

## 저서

### 사진집
- 키타무라 타쿠미 첫 솔로 사진집 〈U&I〉 (2019년 9월 26일, KADOKAWA)[51] ISBN 978-4-04-896579-8

### 잡지 연재
- 주간 더 텔레비전 〈take me, take you〉 (2017년 3월 17일호 ~ 2019년 12월 13일호, KADOKAWA) - 연재[52]
- MEN’S NON-NO 〈키타무라 타쿠미의 치루아우토 고항〉 (2020년 1월호 ~ 슈에이샤) - 연재[53]

### 사진가로서 참여
- 사토 칸타 개인 북 〈NEXT BREAK〉 (2021년 6월 16일, 와니북스)[54]

## 개인전
- 키타무라 타쿠미 개인전 〈키타무라 타쿠미 20세 기념전 -스무살 타시-〉 (2017년 11월 3일 ~ 5일 시부야·미타게가로)[55]

## 수상 경력
| 연도   | 시상식                             | 부문                                | 작품 | 출처   |
| ------ | ---------------------------------- | ----------------------------------- | --- | ------ |
| 2017년 | 제42회 호치 영화상                 | 신인상                              | 너의 췌장을 먹고 싶어 | [ 56 ] |
| 2017년 | 제41회 일본 아카데미상             | 신인 배우상                         | 너의 췌장을 먹고 싶어 | [ 57 ] |
| 2018년 | 오사카 시네마 페스티벌 2018        | 신인 남자배우상                     | 너의 췌장을 먹고 싶어 | [ 58 ] |
| 2020년 | 제12회 TAMA 영화상                 | 최우수 신진 남자배우상              | 안녕까지 30분, 사랑하고 사랑받고, 차고 치이고, 그림자 밟기, 세븐 데이즈 워, 사랑하고 사랑받고, 차고 치이고(애니메이션 영화 버전) | [ 59 ] |
| 2021년 | 제45회 엘란도르상                  | 신인상                              | 빈칸 | [ 60 ] |
| 2021년 | GQ MEN OF THE YEAR 2021            | 맨 오브 더 이어 브레이크스루 액터상 | 빈칸 |        |
| 2021년 | 제6회 아시아 아티스트 어워즈       | 베스트 연기상                       | 빈칸 |        |
| 2021년 | ELLE CINEMA AWARDS 2021            | 엘르 맨 상                          | 도쿄 리벤저스 |        |
| 2022년 | 제33회 일본 쥬얼리 베스트 드레서상 | 남성 부문                           | 빈칸 |        |

### 내용주
1. ↑  EBiDAN(エビダン)은 스타더스트 프로모션 소속 신인의 젊은 남자 배우·탤런트로 구성된 아티스트 집단이자, 연극 집단이다. 에비스 학원 남자부의 약자이다. 또한 그 멤버가 출연했던 TV 프로그램과 게재되는 잡지의 제목이기도 하다.
2. ↑  쇼가쿠칸의 학년별 학습 잡지
3. ↑  『GINZA』2018년 3월호 「크리에이터들이 사랑하는 방」
4. ↑  개봉일 기준은 일본에서의 개봉일이다.
5. ↑  하마베 미나미와 공동 주연
6. ↑  나가노 메이와 공동 주연
7. ↑  아라타 마켄유와 공동 주연
8. ↑  하마베 미나미, 후쿠모토 리코, 아카소 에이지와 공동 주연
9. ↑  방송 시작 전인 2020년 7월 18일 상대 역 미우라 하루마의 갑작스런 사망으로, 7월 31일 첫 방송 예정인 총 8부작에서 크게 각본이 변경되어 이미 촬영 한 방송분에 추가 촬영을 더해 총 4부작으로 완결되어 방송하는 것이 발표되었다.
10. ↑  이우라 아라타와 공동 주연
11. ↑  개봉·방송일자 기준은 일본에서의 공개일이다.
12. ↑  요시네 쿄코와 공동 주연

### 참조주
1. 1 2  PROFILE | DISH// 2017년 1월 4일에 확인.
2. 1 2 3 4 5  “소속 탤런트> 키타무라 타쿠미”. 스타더스트 프로모션. 2018년 1월 19일에 확인함.
3. 1 2  키타무라 타쿠미 (2016년 11월 3일). “자신입니다!.TAKUMI”. 《DISH//~우리들의 풀코스~》. 2022년 10월 2일에 원본 문서에서 보존된 문서. 2016년 11월 3일에 확인함.
4. ↑  “DISH// 공식 블로그 Powered by LINE - LINE BLOG　 2017년 4월 19일 기사”. 2021년 7월 21일에 원본 문서에서 보존된 문서. 2021년 7월 21일에 확인함.
5. 1 2  TAKUMI (2013년 10월 15일). 《［POWER PUSH］DISH//「하레루YA!」 특집 TAKUMI 솔로 인터뷰 (1-5)》.  인터뷰어: 이토 미나코.  “음악나탈리”. 2014년 4월 8일에 확인함.
6. 1 2  “키타무라 타쿠미 어린 시절 맡았던 아라시·마츠모토 준은 「가장 비슷한다고 불린다.」”. 《모델프레스》. 인터넷 네이티브. 2019년 3월 8일. 2019년 6월 23일에 확인함.
7. 1 2  키타무라 타쿠미 (2013년 10월 11일). 《【미남 발굴 조사대】제70회 「양지의 그녀」키타무라 타쿠미》.  인터뷰어: 히라노 아츠코.  “시네마투데이”. 2013년 10월 17일에 확인함.
8. ↑  “프로필”. DISH// 공식 사이트 - SonyMusic. 2014년 4월 8일에 확인함.
9. ↑  키타무라 타쿠미 (2016년 4월 1일). 《브레이크 전속력으로! DISH// 키타무라 타쿠미에 열띤 시선 「벽에 부딪치는 경우도 많다」 진지한 모습에 육박》. (인터뷰).  “모델프레스”. 2016년 4월 7일에 확인함.
10. ↑  “하마베 미나미 × 키타무라 타쿠미 「너의 췌장을 먹고 싶어」 금요 SHOW! 9월 4일 방송 결정”. 《영화.com》. 2020년 8월 4일. 2021년 2월 2일에 확인함.
11. 1 2  “츠치야 타오 & 키타무라 타쿠미 음악 유닛 “TAOTAK” 결성 「설마 이런 날이 올 줄은...」”. 《ORICON NEWS》. 오리콘. 2018년 10월 26일. 2018년 11월 1일에 확인함.
12. ↑  “「돈카츠 DJ 아게타로」 어려움 극복 공개, 키타무라 타쿠미가 「나는 행운아」”. 《영화나탈리》. 2020년 10월 30일. 2020년 10월 31일에 확인함.
13. ↑  “키타무라 타쿠미 신종 코로나 감염 DISH// 다른 멤버 3인은 음성”. 《ORICON NEWS》. oricon ME. 2021년 8월 17일.
14. ↑  키타무라 타쿠미 (2016). 《음악과 연극의 양도에 빛나는 키타무라 타쿠미  만족할줄 모르는 호기심》.  인터뷰어: SHIN FRANCIS MIYAGI.  “A-net”. 2018년 3월 9일에 원본 문서에서 보존된 문서. 2018년 3월 11일에 확인함.
15. ↑  키타무라 타쿠미 (2017년 6월 7일). 《키타무라 타쿠미, 주간 더 텔레비젼 연재 「take me, take you」제 14회 미공개 샷!》. (인터뷰).  “더 텔레비전”. 2017년 6월 7일에 확인함.
16. 1 2  “키타무라 타쿠미 10대 마지막에 보이는 “빛” 「사랑과 거짓말」 헌신적인 영웅 역에 주목”. 《리얼 사운드》. 2017년 10월 17일. 2021년 2월 2일에 확인함.
17. ↑  키타무라 타쿠미 (2016년 8월 21일). 《DISH//키타무라 타쿠미가 있는 “두 얼굴”-알려지지 않은 바쁜 스케줄과 회원과의 유대 모델 프레스 인터뷰》. (인터뷰).  “모델프레스”. 2016년 8월 21일에 확인함.
18. ↑  “츠츠미 쿄헤이 트리뷰트 반 전체 참가자 및 가창곡 해금, 키타무라 타쿠미가 「다시 만날 날까지」 LiSA 가 「인어」 노래에”. 《음악나탈리》. 2021년 12월 4일. 2021년 2월 4일에 확인함.
19. ↑  “아라타 마켄유 ×키타무라 타쿠미 W 주연 「이별까지의 30분」예고편에 2명의 목소리,  사운드 트랙 발매도”. 《음악나탈리》. 2019년 11월 19일. 2019년 11월 19일에 확인함.
20. ↑  “카와타니 에논, 키타무라 타쿠미, 나가야 하루코, 미하라 켄지, 호리에 아츠시, yama가 콜라보 FM802 캠페인 곡 배달”. 《음악나탈리》. 2021년 4월 19일. 2021년 4월 19일에 확인함.
21. ↑  “야기라, 스다, 나나, 무라카미 공연의 청춘군 상극이 내년 여름 공개 감독은 마리코 테츠야”. 영화나탈리. 2015년 8월 3일. 2015년 8월 3일에 확인함.
22. ↑  “하마베 미나미, 키타무라 타쿠미, 후쿠모토 리코, 아카소 에이지가 공연 「사랑하고, 사랑받고, 차고 차이고」 영화화”. 《영화 나탈리》. 주식회사 나타샤. 2019년 4월 23일. 2019년 4월 23일에 확인함.
23. ↑  “하마베 미나미 & 키타무라 타쿠미 “키미스이커플” 다시 이번에는 피가 이어지지 않은 남매  역”. 《데일리스포츠online》 (주식회사 데일리스포츠). 2019년 4월 23일. 2019년 4월 23일에 확인함.
24. ↑  “키타무라 타쿠미 & 코마츠 나나 & 요시자와 료 : 니시 카나코의 「사쿠라」실사 영화화 3남매에 “강력하고 개성있는 배우”모임 「행복」”. 《만탄웹》 (MANTAN). 2019년 4월 2일. 2019년 4월 2일에 확인함.
25. ↑  “키타무라 타쿠미가 실사 「도쿄 리벤저스」 주연, 요시자와 료와 야마다 유키는 최흉 조직의 콤비에”. 《영화나탈리》 (주식회사나타샤). 2020년 3월 4일. 2020년 3월 4일에 확인함.
26. ↑  “키타무라 타쿠미 주연 「도쿄 리벤저스」 공개시기가 분명”. 《영화나탈리》. 2021년 1월 1일. 2021년 1월 1일에 확인함.
27. ↑  “키타무라 타쿠미와 쿠로시마 유이나가 키스 실패 웃는다, 「새벽 무렵의 젊은이들」 영상 첫 해금”. 《영화나탈리》. 2021년 8월 6일. 2021년 8월 6일에 확인함.
28. ↑  “아베 히로시와 키타무라 타쿠미가 시게마츠 기요시 원작의 영화 「솔개」로 첫 공동 출연, 감독은 제제 다카히사”. 영화나탈리. 2021년 1월 28일. 2021년 1월 28일에 확인함.
29. ↑  “요시자와 료 「한자와 나오키」SP 드라마로 TBS 첫 주연 "완전히 배로 갚아줄래요」”. 《ORICON NEWS》. 오리콘. 2019년 11월 8일. 2019년 11월 8일에 확인함.
30. ↑  “키타무라 타쿠미 「돈 사랑」 오리지널 스토리에 출연, 실연송을 버는 “절약 남자”의 이야기”. 《영화나탈리》. 2020년 9월 9일. 2020년 9월 9일에 확인함.
31. ↑  “이우라 아라타와 키타무라 타쿠미가 「발렌타인 큰 싸움」에, 「무지개색 카르테 」 스핀오프 전달”. 《영화나탈리》. 2021년 2월 9일. 2021년 2월 9일에 확인함.
32. ↑  “키타무라 타쿠미, 나카가와 타이시 등 출연! 스타더스트 소속의 감독·배우가 뽑는 릴레이 공상 영화가 사운드 드라마」”. 《TVLIFEweb》. 2020년 6월 18일. 2020년 6월 19일에 확인함.
33. ↑  “「HELLO WORLD」스핀오프 애니메이션 방송 결정! 주인공 역·키타무라 타쿠미 등이 재집결  「그때보다 조금은 성장할 수 있었을까? 웃음」”. 《애니!애니!》. 2019년 8월 22일. 2019년 8월 22일에 확인함.
34. ↑  “요시자와 료, 내년 1월에 주연 무대 시부사와 에이이치에 “동경” 어두운 역에 도전 「관객에 박히는 것」”. 《기이민보》. 2021년 2월 27일. 2021년 2월 27일에 원본 문서에서 보존된 문서. 2021년 2월 27일에 확인함.
35. ↑  “시라이 아키라 연출의 「머큐리 퍼」에 마사키 카지·미야자키 슈토·오오조라 유히, 전체 캐스트 발표”. 《스테이지나탈리》. 2021년 6월 24일. 2021년 6월 24일에 확인함.
36. ↑  “이토 토모히코 감독작 「HELLO WORLD」 특보 캐스트에 키타무라 타쿠미, 마츠자카 토리, 하마베 미나미”. 《코믹 나탈리》. 주식회사 나타샤. 2019년 4월 11일. 2019년 4월 11일에 확인함.
37. ↑  “애니메이션 「후리후라」 실사 캐스트 하마베 미나미, 키타무라 타쿠미, 후쿠모토 리코, 아카소 에이지가 목소리 출연”. 《코믹 나탈리》. 주식회사 나타샤. 2020년 8월 26일. 2020년 8월 26일에 확인함.
38. ↑  “키타무라 타쿠미가 17세의 아카 시야 산마에! 각본·마타요시 나오키의 드라마에서 이토요 마리에와 공연”. 영화.com. 2017년 11월 18일. 2017년 12월 31일에 확인함.
39. ↑  “이소무라 하야토 「사우나즈」 제2탄을 WOWOW에서 방송, 사우나 동료의 키타무라 타쿠미도 참여”. 《영화나탈리》. 2021년 2월 8일. 2021년 2월 8일에 확인함.
40. ↑  “ROCK AX Vol.4 텔레비전 방송 결정! 내레이션은 배우 아티스트 키타무라 타쿠미가 담당”. WWS channel. 2020년 3월 19일. 2020년 3월 23일에 확인함.
41. ↑  “키타무라 타쿠미, 10월의 「메쟈마시 TV」 월간 발표자! 「아침 시간을 건강하게 보내고 받을 수 있도록 노력하고 싶다」”. 《더 텔레비전》. 2020년 10월 1일. 2020년 10월 1일에 확인함.
42. ↑  “FM802「Saturday Amusic Islands – Morning Edition -」키타무라 타쿠미 월 1 코너 「일어나면 타쿠미」 / DISH//”. 2017년 12월 29일에 원본 문서에서 보존된 문서. 2021년 10월 13일에 확인함.
43. ↑  “OKAMOTO’S,「Dancing Boy」의 MV공개 스다 마사키, 미즈하라 키코, GEN, 사노 레오 & 세키구치 멘디 외에도 참여”. 《SPICE》 (플러스). 2019년 5월 28일. 2019년 5월 28일에 확인함.
44. ↑  “오오쿠보 카요코 : 키타무라 타쿠미가 넋을 잃고 보는? 「오오쿠보 사상 최고의 수」의 SP 무비 공개”. 《MANTANWEB》. 2018년 8월 10일. 2018년 8월 15일에 확인함.
45. ↑  “DISH// 키타무라 타쿠미, 겐토샤 분코 캐릭터 기용”. 닛칸스포츠. 2018년 3월 23일. 2018년 3월 23일에 확인함.
46. ↑  “키타무라 타쿠미 & 하마베 미나미 「나츠이치」 캐릭터에 결정”. 《모델프레스》. 인터넷 네이티브. 2019년 6월 14일. 2019년 6월 23일에 확인함.
47. ↑  “[랑방 엔 블루] 대사에 키타무라 타쿠미 씨가 취임”. 주식회사 조이스타 코퍼레이션. 2020년 8월 25일. 2021년 7월 11일에 확인함.
48. ↑  “키타무라 타쿠미를 기용한 발렌타인 캠페인 「LOVE GIFT CAMPAIGN」개최”. 《J-CAST뉴스》. 2021년 2월 1일. 2021년 7월 11일에 확인함.
49. ↑  “TikTok × 도호 영화제!  키타무라 타쿠미가 대사, 미이케 타카시 등이 심사위원에”. 《영화나탈리》. 2021년 4월 8일. 2021년 4월 8일에 확인함.
50. ↑  “최초의 일본인 기용! 키타무라 타쿠미가 타미 힐피거의 브랜드 대사로 취임”. 《ORICON NEWS》. oricon NEWS. 2021년 9월 9일. 2021년 9월 9일에 확인함.
51. ↑  “키타무라 타쿠미 첫 솔로 사진집 타이틀 결정!”. 《더 텔레비전》. KADOKAWA. 2019. 2019년 8월 2일에 확인함.
52. ↑  “【특집】키타무라 타쿠미 take me,take you”. 《더 텔레비전》. KADOKAWA. 2017. 2017년 4월 7일에 확인함.
53. ↑  “맨즈 논노 웹: MEN'S NON-NO WEB > 이번호 목차”. 2019년 12월 7일에 확인함.
54. ↑  ““여러 사토 칸타”를 응축한 개인 도서 발매, 키타무라 타쿠미가 사진 작가로  참여”. 《영화나탈리》. 2021년 4월 28일. 2021년 4월 28일에 확인함.
55. ↑  “키타무라 타쿠미 꿈 이룬 20세 기념 개인전은 「사욕 가득」 DISH // 멤버들도 축복에”. 《음악나탈리》. 나타샤. 2017년 11월 2일. 2017년 11월 2일에 확인함.
56. ↑  키타무라 타쿠미 (2017년 11월 29일). 《【호치 영화상 】「키미스이」키타무라 타쿠미가 신인상「음악을 시작하고 확실하게 역할의 폭이 넓어졌다」》. (인터뷰).  “스포츠호치”. 2017년 11월 30일에 원본 문서에서 보존된 문서. 2017년 11월 29일에 확인함.
57. ↑  “하마베 미나미 & 키타무라 타쿠미 「키미스이」로 W 수상 나카죠 아야미·타케우치 료마 4명이 「제41회 일본 아카데미상」 신인 배우상”. 모델프레스. 2018년 1월 15일. 2018년 1월 19일에 확인함.
58. ↑  “오사카 시네마 페스티벌 「그의 새」가 3관왕, 스다 마사키와 키리타니 켄타는 W 수상”. 《영화나탈리》. 2018년 2월 1일. 2020년 5월 13일에 확인함.
59. ↑  “「제12회 TAMA 영화상」후쿠야마 마사하루가 최우수 남우주연상, 키타무라 타쿠미가 최우수 신진 배우상 수상에”. 《음악나탈리》. 2020년 10월 8일. 2020년 10월 8일에 확인함.
60. ↑  “『엘란도르상』신인상에 이토 사이리, 카미시라이시 모네, 하마베 미나미, 모리 나나 등이”. ORICON NEWS. 2021년 2월 4일. 2021년 2월 4일에 확인함.